# 597 v. Chr.
Portal Geschichte | Portal Biografien | Aktuelle Ereignisse | Jahreskalender | Tagesartikel

◄ |
7. Jahrhundert v. Chr. |
6. Jahrhundert v. Chr. |
5. Jahrhundert v. Chr. |
►

◄ | 610er v. Chr. | 600er v. Chr. | 590er v. Chr. | 580er v. Chr. |
570er v. Chr. |
►

◄◄ | ◄ | 600 v. Chr. | 599 v. Chr. | 598 v. Chr. | 597 v. Chr. |
596 v. Chr. |
595 v. Chr. |
594 v. Chr. |
► |
►►

## Ereignisse

### Politik und Weltgeschehen
- 7. Regierungsjahr des babylonischen Königs Nebukadnezar II. (598 bis 597 v. Chr.): Nach der Eroberung Jerusalems wird am 10. März (2. Addaru) König Jojachin (Königreich Juda) nach dessen Kapitulation festgenommen und nach Babylon gebracht (Babylonisches Exil). Zedekia wird mit 21 Jahren von Nebukadnezar zum neuen König von Juda erhoben und gezwungen, einen Treueeid zu leisten.

### Wissenschaft und Technik
- 8. Regierungsjahr des babylonischen Königs Nebukadnezar II. (597 bis 596 v. Chr.): Im babylonischen Kalender fällt das babylonische Neujahr des 1. Nisannu auf den 6.–7. April[1]; der Vollmond im Nisannu auf den 21. April[1] und der 1. Tašritu auf den 1.–2. Oktober[1].[2]